# Shuttarna Ier
Shuttarna Ier (né vers -1541, mort en -1471) est un roi de Mitanni.

## Famille
Shuttarna Ier est le fils de Kirta, il eut un enfant, Barattarna, avec son épouse (inconnue).